# ザ・シークレット
『ザ・シークレット』（The Secret）は、2006年のインタビューを集めた映画、または、これを下敷きに映画の後に出版された、ロンダ・バーンによる2006年の自己啓発書である。ポジティブな姿勢を保ち「思考そのもの」を変えることで現実を変えることを目指す疑似科学的な積極思考（ポジティブシンキング）、「引き寄せの法則」を主題とする。書籍は50か国で訳され、2000万部以上売り上げている。19世紀半ばにアメリカ合衆国で生まれたキリスト教の異端思想であるニューソートに始まり、ニューエイジで広まった、思考が現実になる・精神が物質化するという積極思考が再び注目を集めるきっかけになった。
「引き寄せの法則」は科学的に証明されておらず、量子物理学などの科学概念が援用されているが、科学者は疑似科学であると述べている。歴史認識の誤り、独断的な見解、共感や想像力の欠如、物質的豊かさに過度にフォーカスしていること、社会や政治など現実への関心を失わせるような論理・倫理、極度に単純化された教えなどの指摘・批判がある。パロディーのネタとしても頻繁に取り上げられている。

## 概要
2006年3月に、約20人のインタビューを集めた低予算のインスピレーション映画『The Secret』が公開された。動機付け講演家（モチベ―ショナルスピーカー）、動機付けの教師、チャネラー、「引き寄せの法則」業界の人間など自己啓発の指導者が中心で、他に風水、コーチング、心理学、形而上学、神学、哲学、金融、量子物理学、医学の専門家がインタビューを受けていた。この中にはウェブサイトで映画を宣伝している者もいた。短いインタビューの中で引き寄せの法則に触れていない人もおり、視聴者は彼らが引き寄せの法則を支持しているだろうと推測して補う。歴史に隠されたキリストの謎を扱ったミステリ映画「ダ・ヴィンチ・コード」と同時期に公開され、謎として巧みにパッケージされており、インタビューを受けた人々は映画で「秘密の教師」と呼ばれていた。羊皮紙、筆記体、封蝋などで「ダ・ヴィンチ・コード」に似たイメージの美しいパッケージが作られていた。
続いて2006年の後半に、ロンダ・バーンによって同名の自己啓発書が出版された。書籍では映画のインタビューが引用されている。書籍の日本語訳は2007年に角川書店から刊行され、「（脳科学者の）茂木健一郎氏 絶賛！」という帯がつけられていた。例として挙げられる悩みはかなり軽いものが多く、比較的高学歴で裕福な層に人気がある。
トーク番組「オプラ・ウィンフリー・ショー」での紹介を一因に、発売半年でDVD200万枚、書籍400万冊が売れ、2009年で映画と書籍は3億円売り上げた。宣伝にはティーザー広告やバイラル・マーケティング、秘密を部分的にほのめかすテクニックが使われた。『ザ・シークレット』はある種のブランドになり、スピンオフ作品を含めてひとつの業界になっている。教えを布教する教師には、アメリカ全土でセミナーや教室を開いている人もおり、何千ドルもの料金がかかるセミナーもある。また、そうしたイベントで死亡事故も起きている。
思考が現実になるという積極思考「引き寄せの法則」を主張している。19世紀に始まったキリスト教異端的潮流ニューソートの書籍をアイデアの歴史的な拠り所として引用しており、本質的にニューソートやニューソート系・キリスト教系新宗教ユニティ (新宗教)が説く法則の宣伝と評されている。
本書でいう「秘密」、「引き寄せの法則」の知識は、葬られ、切望され、抑圧されてきたとされている。ユダヤ教、キリスト教、イスラム教、仏教、ヒンドゥー教、バビロニア人やエジプト文明や錬金術でも伝えられていると主張し、それを実践していたとする先人たちの名前を挙げている。ブッダ、プラトン、アリストテレス、シェイクスピア、ベートーベン、ガリレオ・ガリレイ、マーティン・ルーサー・キング・ジュニア、カール・ジョン・ニューマン、ヘンリー・フォード、ラルフ・ウォルド・エマーソン、トーマス・エジソン、アルバート・アインシュタイン、ウィンストン・チャーチル、アンドリュー・カーネギー、ジョセフ・キャンベル、アレクサンダー・グラハム・ベルらが「秘密の教師」として挙げられ、イエス・キリストも「秘密」の熟達者とされるが、引き寄せの法則が考案される前の人物も多く、知っていた、または実践していた証拠はない。
『ザ・シークレット』のサイトでは、ヘルメス・トリスメギストス（秘密の教師とされる）によって書かれたという伝説を持つエメラルド・タブレットが引用され、最も重要な歴史文書であるとされる。映画の冒頭では、ニューソート思想家のエリザベス・タウン、テンプル騎士団、錬金術師のサンジェルマン伯爵との関連が示され、現代のビジネエリートのような人間によって抑圧されてきたことがアピールされる。「秘密」はエメラド・タブレットによって始まり、「秘密」の教えを守る薔薇十字団に伝えられ、アイザック・ニュートンがエメラルド・タブレットの翻訳作業を行い、ヴィクトル・ユゴーとベートーベンは、翻訳を助けるための会に属していたと想定されている。自然哲学者であり錬金術も研究したニュートンによるのエメラルド・タブレットの翻訳は残されているが、薔薇十字団が「秘密」の継承者であるという主張の根拠はない。アスペンタイムズの Carolyn Sackariason は、バーンが「秘密」をシェアする意図についてコメントした際に、薔薇十字団が「秘密」の継承者であるとして語っていた。エメラルド・タブレットと薔薇十字団は、映画では言葉では語られていないが、重要なポイントで「薔薇十字団」という文字のイメージが使われている。
最初の映画と書籍のほかに、複数の関連書籍が出版されている。続編の『ザ・パワー』ではバーンのスタンスはやや変わり、科学者や非キリスト教徒より、聖アウグスティヌスなどキリスト教徒として知られている人々が取り上げられ、キリスト教神秘主義に傾斜している。バーンは、日本、ロシア、ヨーロッパ、アメリカの研究者によって、水は肯定的な言葉や感謝の念にさらされるとエネルギーレベルが上昇し、構造が変化し調和のとれた状態になるという研究結果が出ているとし、脳は80%が水なので、脳を肯定的な状態に制御することが重要であると主張しており、『水からの伝言』の江本勝の影響が指摘されている。バーンはインタビューを受けないと宣言しており、以前より読者との間に距離を置いている。

## 教え
似たもの同士が引き合うという「引き寄せの法則」を説いており、近代神智学を創始したオカルティストのヘレナ・P・ブラヴァツキーや積極思考を説いた牧師ノーマン・ヴィンセント・ピールらによって普及した疑似科学的概念を再導入したもので、特定の傾向の思考を持つことが、現実に影響を及ぼすことを示唆している。バーンは引き寄せの法則を、全ての宗教と合致する教えであるとしている。ニューソート運動の精神的な方向と異なり、物質的に豊かになることに焦点を当てパッケージされている。
『ザ・シークレット』によると、人間の思考は磁気であり、何らかの波動を発しており、宇宙がそれを何らかの方法で解読し、何らかの方法で願いを叶えるとされる。思考の「周波数」に対応する事象が、何らかの方法で引き寄せられるという。欲しいものをイメージし、なおかつほとんどそれのみを考え続けることができれば、その欲しいものを手に入れることができる。例えば富についてのみ考えることで富を得、豊かさのみ考えることで豊かさを引き寄せることができるとする。従来の積極思考・引き寄せの法則をさらに推し進めたもので、宝くじが当たるように、終末期の病気から快復するように十分に思考すれば、それがそのまま実現するとされている。バーンは、欲望の実現のために感謝とイメージの視覚化が重要であるという主張を、信憑性の低い事例と共に説いている。己の思考を知り、それを変えるための助けとして瞑想が勧められている。後の章では、宇宙の法則を使って、成功、人間関係、健康を改善する方法が説明されている。バーンはオスカー・ワイルドを引用して「わたしは慈悲の感情に屈したくない。わたしは利用するために、楽しむために、感情を支配したい」と語り、自分の感情を支配することの重要性が説かれている。
『サ・シークレット』によれば、思考が全ての現実の原因である。この考えによれば、肥満の原因は過食や遺伝子の特徴や体内器官の失調によるものではない。バーンによれば、肥満の原因と考えられているものは、「太った思考」を隠すための言い訳にすぎず、医学も治療も誤りである。事故や病気はその人自身の欠点である。「お金がない」という悩みに対し、バーンは、お金がない「唯一」の理由はその人自身の後ろ向きな思考であると答えており、経済状況や社会制度などの内面以外の要因は全く認められていない。
バーンは実践方法を、尋ね、信じ、受け取るという3段階に分けており、これは新約聖書のマタイによる福音書の「また、祈りの時、信じて求めるものは、みな与えられるであろう」という言葉に基づいている。聖書は、祈りではなく、思考の視覚化という個人的プロセスの助けとして利用されている。

## 背景・文脈
バーンは、2004年につらい体験をした時に、娘が19世紀のニューソート思想家ウォレス・ワトルズの『富を引き寄せる科学的法則』を贈ってくれ目覚めたと語っており、この本の影響を受けている。ただし、ワトルズが持っていた政治性や社会性は、バーンには見られない。映画では『富を引き寄せる科学的法則』やウィリアム・ウォーカー・アトキンソン （1862 – 1932、別名ヨギ・ラマチャラカ）などの先行するニューソートの書籍から引用されている。
バーンが考える「宇宙」は、ワトルズの「インテリジェント物質」や、自己啓発ライターのナポレオン・ヒルが説く「無限の知性」の理論とよく似ている。Matt Novak は、『ザ・シークレット』に見られる、宇宙は人間の思考によって直接的にコントロールすることができ、欲しいもの、特にお金が関係している場合、それを視覚化する（視覚的にイメージする）ことで手に入れることができるといった本書の基本的な概念の大部分は、ナポレオン・ヒルの『思考は現実化する』の盗用であると述べている。
宗教学者のダグラス・E・コーワンは、この本は1993年に出版されたジェームズ・レッドフィールドのスピリチュアル小説『聖なる予言』を10年たってパッケージし直したもので、古いニューエイジの再来だと述べている。
宗教と近代文化を研究するショーン・マクラウドは、本書は19世紀中ごろ以降のアメリカの宗教の伝統に連なっており、ニューソートやノーマン・ヴィンセント・ピール『積極思考の力』（1952年）と比較し得るもので、自分の思考によって自分の現実を創造するという「積極思考」というアイデアを共有していると指摘している。
学者・作家のジョン・G・スタックハウス・ジュニアは、ニューソートとポピュラー宗教の伝統の系譜に『ザ・シークレット』を置いて歴史的な文脈を示し、「新しい考えではなく、秘密ではない」と結論付けた。

## 科学概念の誤用
「明かされた秘密」という章には量子物理学者フレッド・アラン・ウオルフの発言が引用されており、それによると「マインド（創造的思考力）なくしては宇宙は存在し得ないことが、量子力学によって発見」されているという。他に量子物理学者ジョン・ヘーゲリン（ジョン・ハガリン）の名と「宇宙は本質的に思考でできている」などの言葉も挙げられており、量子力学が説明原理として援用されていることがうかがえる。（なお、ジョン・ヘーゲリンは、瞑想による能力開発と地上天国の実現を目指す超越瞑想運動のリーダーである）
バーンの科学的主張は、主に量子物理学に関するものであるが、ニューヨークタイムズのクリストファー・チャブリス と ダニエル・シモンズ、ハーバード大学のLisa Randallら多くの著者によって否定されている。Mary Carmichael と Ben Radford は the Center for Inquiry に書いた文章で、科学的根拠はないと指摘し「自明の理と魔術的思考をミックスし、ある種の隠された謎として提示する、時間をかけたトリック」と結論付け、基本的に新しいニューソートであるとした。
フレッド・アラン・ウオルフは、『ザ・シークレット』では科学的な発言が大量に削られ、単純な内容だけが残されたと語っている。彼自身は引き寄せの法則が物理学に則っているとは全く言っていないという。著書の中ではむしろ「量子力学は、人間の力の限界を指示しているようである。」「今のところ、我々が観察するものの大半は、その観察によってなんの影響も受けていない」と記している。
ジョン・ヘーゲリンの考えには、大多数の量子物理学者は反対しており、カリフォルニア大学のブルース・シュムンは、量子力学や量子宇宙学で宇宙の思考を確認できると考える物理学者や宇宙研究者を見つけることは難しく、「これは科学が取り組んでいないテーマであり、科学者は現時点では証明できないと考えている」と述べている。量子力学によると、観察者が意図的に宇宙に影響を与えることはできない。シュムンによると、ヘーゲリンの研究には主流の科学者が評価するものもあるが、偽科学的なものもあり、そうした研究は大多数から評価されていない。
ニューヨークタイムズの クリストファー・チャブリス と ダニエル・シモンズ によると、バーンの疑似科学知識の乱発は、こうした物事を語るのに十分な知識を持っているという「知識の幻想（illusion of knowledge）」の確立に寄与している。

## 反応・批判・批評
本節では、科学概念の誤用の指摘、疑似科学という反応以外について述べる。
出版から１年半たった時点で、amazon.comのレビューは半分が星5、1/4は星1で、熱愛する読者と全くナンセンスだと考える読者に分かれている。「オプラ・ウィンフリー・ショー」のオプラ・ウィンフリーは『ザ・シークレット』を支持しており、彼女が番組を通じて伝えようとしてきたメッセージと同じであると語った。バーンはのちに番組に招待された。「ザ・シークレット」映画に出演していたチャネラーで引き寄せの法則指導者のエスター・ヒックスにインタビューし、バーンに利用され虐げられていたいう話を聞いたこと、『ザ・シークレット』の教えの指導者ジェームス・アーサー・レイが断食と蒸気サウナを行う高額のスピリチュアルイベントを主催し3人が死亡したなどの出来事があり、ウィンフリーは『ザ・シークレット』運動から距離を取るようになり、2008年にはやや懐疑的なコメントを出している。
角川出版は、モデルの道端ジェシカ、女優の小雪、脳科学者の茂木健一郎、経済評論家の勝間和代などの数多くの著名人に人生の指南書として愛読されていると述べている。
エリザベス・スコットはVerywellの批評で、長所と短所について次のように述べている。悪い状況でもできることがたくさんあることを思い出させてくれる。高価なものを手に入れるために、直接行動せずに引き寄せの法則を利用する方法について、かなりのページが割かれているが、多くの人は、外的なことや物質的な豊かさに焦点を当てることは、引き寄せの法則の精神的な知恵に反すると考えている。また、極度の貧困状態で生まれた人でも、現実はすべてその人が作っていると言えるのか、科学的に証明されていないがエピソードから推察される現象という点に注意を促している。とはいえ、『ザ・シークレット』の教えにはいくつもの支障があるが、ストレスを取り除く良い機会と、より良い生活のための雑な指針になりうると評した。
Good Housekeeping の Valerie Frankel は、「秘密」を4週間実践し、いくつかの目標は達成され、いくつかは改善した。祝福を数えることは、人生の素晴らしい点を見直させてくれ、視覚化で自分の望みに注意を払いやすくなった。人は悪い考えに苦しむ必要はない。『ザ・シークレット』の極端で単純化が過ぎる格言を無視すれば（宇宙は車をプレゼントしてくれやしないだろう、忙しいのだ）、役に立つアドバイスは含まれている。しかし、目新しい内容はないと評した。
Brian Dunning は、『富を引き寄せる科学的法則』の自己啓発のアイデアを「古代の知恵」として巧みに提示しており、大衆は古代の叡智に拠るものが好きなので、この設定は不思議ではないと述べている。また、「犠牲者非難」というアイデアが利己的な我々の自我には魅力的で、醜く恥ずかしいことだが、この暗い喜びが『ザ・シークレット』の心理的な魅力になっていると指摘している。ポジティブな態度をとることに何の問題もなく、ネガティブな態度より通常は良いものだが、ファンタジーと現実を区別するべきであり、思考が物理的な物ごとに具現化するというのは疑わしい思想であるという。
心理学者は、複数の人気のある人物、権威ある人物の言葉をまとめた体裁を取ることで、人々に信頼できると思わせる心理的トリック、権威に訴える論証が利用されていると指摘している。
ニューヨークタイムズの CHRISTOPHER F. CHABRIS と DANIEL J. SIMONS は、人間の心の弱さを利用するために進化した知的なウィルス（ミーム）と言っていいもので、認知バイアスを利用して巨額の利益を得ようとしたものだろうと語っている。また、エピソードを挙げて、特定のイメージを行った後に良い結果が得られた、だからイメージによって出来事が起こった、という論証は、錯誤相関であり、前後即因果の誤謬が用いられているという。結局のところ『ザ・シークレット』の教えによって富と幸福を得るのは、著者と関連会社だけであると批判している。
バーンのメッセージはナルシスティックであり、自己に焦点を当て、他人を助けることを軽んじ、結果を得るための努力を無視しているという批判がある。
バーバラ・エーレンライクは『ポジティブ病の国、アメリカ』（Bright-sided 、2009）で、悪夢のような逆境に個人が打ち勝つ場合があるからといって心で思っただけで物質を圧倒するわけではなく、『ザ・シークレット』のような自己啓発本は、資本主義の悲惨な側面のごまかしになり、政治における自己満足と現実での失敗を促進すると語った 。困難な状況を無視し、現実がすべて自分の思考から生まれたと思い込めば、2006年の津波襲来の際にバーンが「津波などの災害に見舞われるのは『その災害と周波数を同じくする』人だ」とコメントしたような独善に、知らずに陥ってしまうと注意を促している。
宗教学者のダグラス・E・コーワンは、悪い考えを持っているからひどい目に合うという論理で被害者を非難することを批判し、「この理屈に従うなら、誘拐された人やレイプされた人が、なにを言われることになるか想像してください」と語っている。バーンの本で長らく引用されてきた引き寄せの法則の専門家 Bob Proctor は、ABCニュースでの「ダルフール紛争で餓死した子供たちは、その飢餓を自分自身で引き寄せましたか？」という質問に、「おそらく国のせいだと思う」と答えた。しかし、彼らが主張する法則とこの答えは矛盾している。
表象文化研究者の加藤有希子は、「この洋服に何もこぼしたくない」「遅れたくない」など例示される悩みは浅薄なものばかりで、読者層にとって実感のある悩みはこの程度の軽さであり、多くの現代人に根本的に不幸に対する想像力が欠如していることを示していると述べている。
エーレクラインは、バーンの一見無邪気な信仰に隠された、ネガティブな思考を監視するようにという要求を警戒している。ポジティブであらねばならないという思いが義務感に近いものになっており、積極思考がある意味では、カルヴァン主義のような前時代的な厳しい精神修養になっているという。
ロバート・キャロルは、良い結果が得られたのは良い態度と思考を持ったからで、悪い結果が出たなら態度と思考を本気で変えなかったからだという、結果によって原因を断定する方法がとられており、「秘密」の指導者が本当に豊かになる方法を教えてくれることはないと述べている。「秘密」は魂を対象にしたアムウェイのようなもので、拡大に買い手が買い手を勧誘する連鎖販売取引（マルチ商法）の手法が用いられていると指摘している。
宗教面では、「引き寄せの法則」の現世での願いの実現、人間の力を巨大とみなす発想と、キリスト教における神と来世を重視する発想の違いが指摘されている。宗教指導者たちは、『ザ・シークレット』の倫理面での問題を批判している。ザ・シークレットの批判書『ザ・シークレットの真実』には「神は私利私欲に応えてくれる万能のサンタクロースではない」と述べる牧師オリヴァー・トーマスの言葉が引用されている。キリスト教徒からは、人間を神に成り変わらせ、罪を無視するよう仕向けているという批判もある。
いくつかのニューソートの宗派は、「引き寄せの法則」で物質的に豊かになろうとするバーンの考えに反対している。ニューソート系のユニティ (新宗教)の歴史・神学研究者のトーマス・シェパードは、「引き寄せの法則」は神に近づくための精神的成長のためにあり、高級車のキャデラックを手にれたり個人的な力を得るためのものではないと述べている。
このほか、『ザ・シークレットの真実』では、「引き寄せの法則」に結び付けられる過去の著名人の事例を挙げ、彼らの生涯や成功を収めるまでの実践との間に大きな差異があることを指摘している。

## パロディ
ザ・シンプソンズ、ボストン・リーガル、サタデー・ナイト・ライブ、オーストラリアのコメディ番組 The Chaser's War on Everything でパロディのネタにされている。

## 紛争
オーストラリアの作家、ヴァネッサ・J・ボネットは、バーンが自分の著作を盗んでおり、それは100件に及ぶと主張している。
2007年にオーストラリアのニュース番組 A Current Affair は、オーストラリア証券投資委員会 (ASIC)の調査に基づき、「秘密の教師」の一人で、郵便で送られてくる小切手束をイメージして富を手に入れる方法を語った「投資の専門家」David Schirmer の詐欺的行為を番組にした。LifeSuccess Productions, L.L.C は、 David Schirmer とその妻、いくつかの企業を「誤解を招く、または詐欺的な行為」をしていると見做した。
オーストラリアンは、『ザ・シークレット』の映画監督 Drew Heriot とインターネットコンサルタント Dan Hollings がバーンと法的に争っていることを伝えた。
自己啓発・スピリチュアル作家で「引き寄せの法則」のワークショップを行うエスター・ヒックスが映画には参加していたが、バーンと金銭的に揉めて切り離されたため、DVDにはヒックスが非物理的な異次元の存在・エイブラハムのと交信して伝えられたという言葉、彼女をフィーチャーした映像は含まれておらず、書籍版にもヒックスは取り上げられていない。
『ザ・シークレット』の教えの指導者ジェームス・アーサー・レイは、参加者に36時間の断食をさせ、そのあとネイティブ・アメリカンの儀式を真似た子宮を模した高温の蒸気サウナに入れ、心身の結合と魂の浄化を図るという高額イベント（1週間で9,695ドル）を主催したが、狭いサウナに寿司詰めにされた参加者の多くが体調を崩し、18人が負傷、3人が死亡した。レイはサウナで参加者が崩れ落ち嘔吐している間も、ロッジ内にとどまるよう急き立てたという。レイは管理責任を問われ、過失致死で逮捕・起訴されたが、不幸な事故であり責任はないと無罪を主張している。

## DVD
- THE SECRET アウルズ・エージェンシー販売、2008年

## 関連書籍
- ロンダ・バーン『ザ・シークレット』山川紘矢、山川亜希子、佐野美代子訳、角川書店、2007年 ISBN 978-4047915572
- ポール・ハリントン『ザ・シークレット to TEEN』山川紘矢、山川亜希子、佐野美代子訳、角川書店、2010年 ISBN 978-4047916302
- ロンダ・バーン『ザ・パワー』 山川紘矢、山川亜希子、佐野美代子訳、角川書店、2011年 ISBN 978-4047916432